# Jean-Paul Casterman
Pour les articles homonymes, voir Casterman (homonymie).
Jean-Paul Casterman, né le 14 avril 1929 à Tournai (province de Hainaut) et mort le 14 décembre 2009 dans la même ville, fut le dernier directeur d'imprimerie des éditions Casterman appartenant à la lignée des Casterman.

## Biographie
Jean-Paul Casterman naît le 14 avril 1929 à Tournai. Il est le second fils de Louis Casterman. 
Il est le dernier directeur d'imprimerie des éditions Casterman appartenant à la lignée des Casterman.
Il meurt à son domicile le 14 décembre 2009 à Tournai à l'âge de 80 ans. Il est inhumé au cimetière du Sud à Tournai.

#### Articles
- E.B., « Le décès de Jean-Paul Casterman », L'Avenir,‎ 18 décembre 2009 (lire en ligne, consulté le 15 décembre 2023).